# Kromberg & Schubert

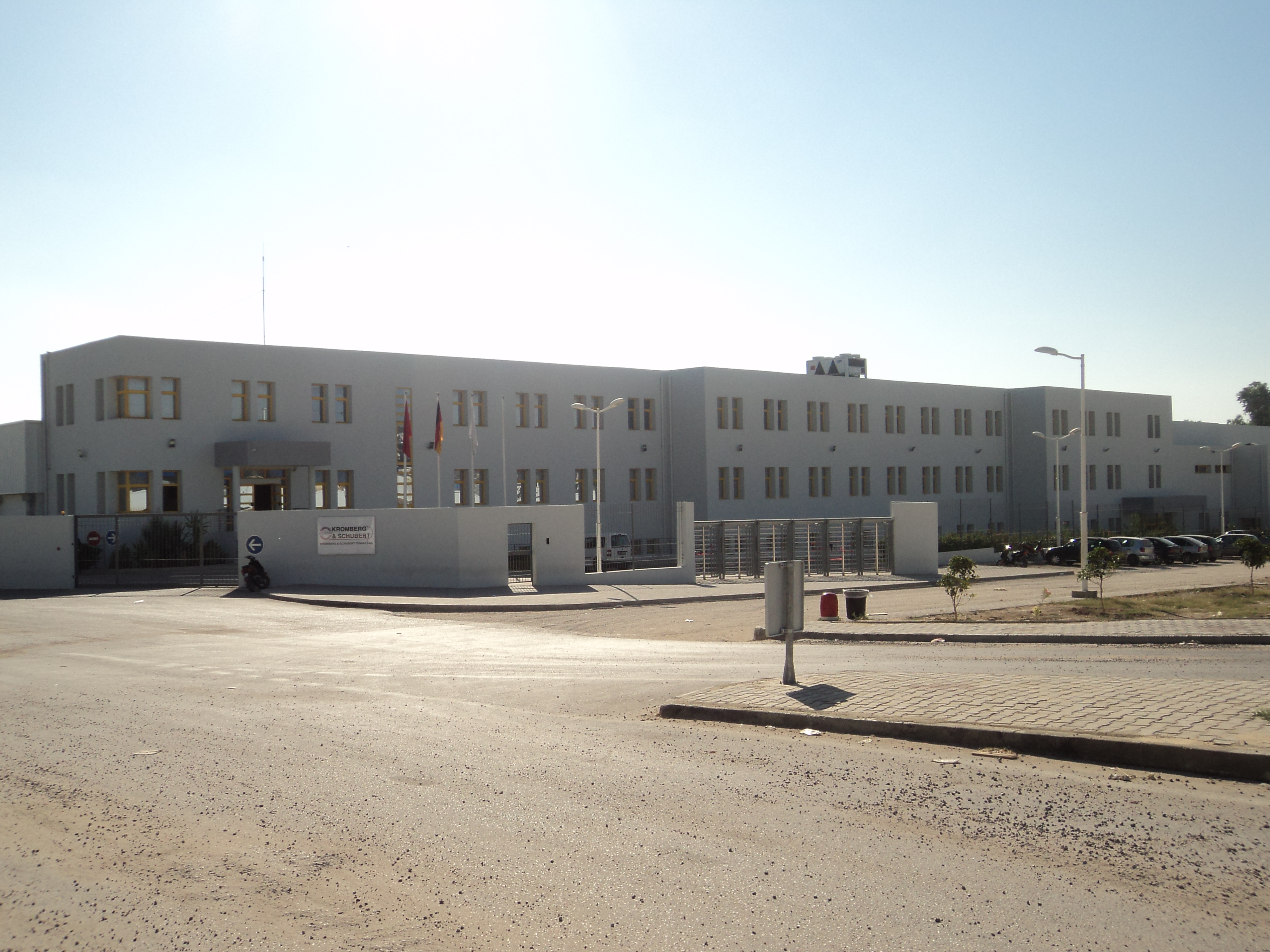
Fabrica Kromberg & Schubert din Beja, Tunisia

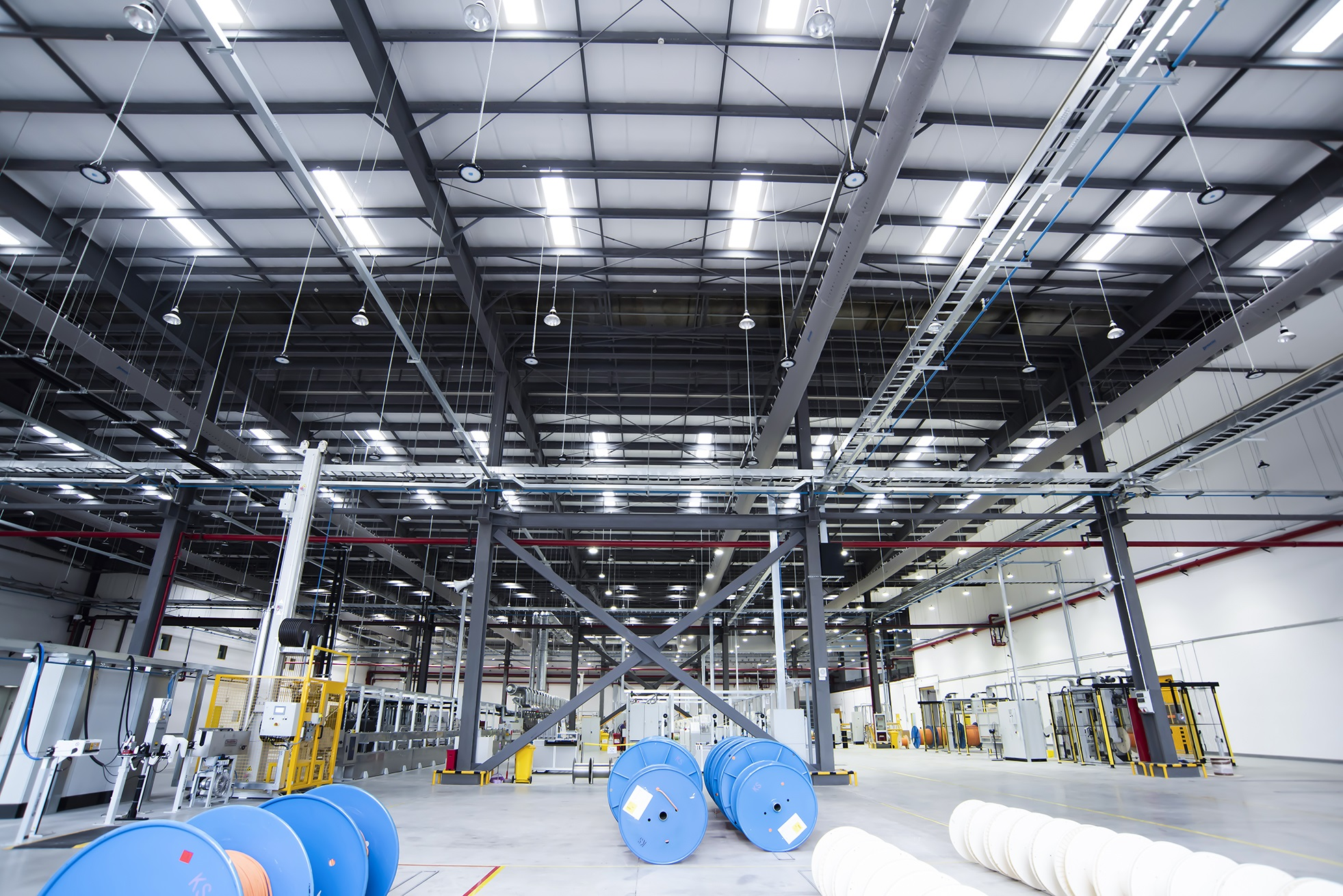
Interiorul unei fabrici Kromberg & Schubert

Kromberg & Schubert este o companie producătoare de sisteme de cabluri complexe și componente auto pentru industria auto. Fiind fondată în 1902, de către Paul Kromberg și Ernst Schubert în Barmen (în prezent Wuppertal).
La nivel mondial, compania deține peste 40 de fabrici cu mai mult de 50.000 de angajați în anul 2018, având și locații în România.

## Kromberg & Schubert înRomânia
Compania produce pe piața locală cabluri, sisteme electrice și alte componente auto pentru producători auto din vestul Europei.
Compania deține trei fabrici la Arad, Mediaș și Timișoara și un centru de cercetare dezvoltare la Sibiu .
Fabrica de la Nădab a fost cumpărată în 2010 de la firma Alcoa.
Număr de angajați în 2024: 5.200 
Cifra de afaceri:
- 2013: 205 milioane euro [1]
- 2010: 146 milioane euro [2][4]

## Kromberg & Schubert global
Pe nivel global, compania deține peste 40 de locații în următoarele 21 de țări:
• Mexic
• Brazilia
• Argentina
• Spania
• Elveția
• Austria
• Germania
• Polonia
• Cehia
• Slovakia
• Ungaria
• Ucraina
• România ( Arad,Mediaș,Timișoara )
• Serbia
• Macedonia de Nord
• Maroc
• Tunisia
• Africa de Sud
• Botswana
• China
• Emiratele Arabe Unite
Din cauza acestei situații globale, peste 50,000 de persoane muncesc în locații Kromberg & Schubert (2018), față de 20,000 în 2007.
În concluzie, firma este axată pe dezvoltare , stabilind locații în mai multe țări și dezvoltând acestea pentru profit maxim și un număr cât mai mare de angajați.
Profitul firmei a fost afectat grav  în pandemie.